# Vermetus semisurrectus
Vermetus semisurrectus là một loài ốc biển, là động vật thân mềm chân bụng sống ở biển trong họ Vermetidae.